# Selección de fútbol de Antigua y Barbuda
La selección de fútbol de Antigua y Barbuda es el equipo nacional de este país y está controlada por la Asociación de Fútbol de Antigua y Barbuda (en inglés: Antigua and Barbuda Football Association). Es actual miembro de la Concacaf, CFU y FIFA.

## Historia

### De 1950 a 1990
Antigua y Barbuda disputó sus primeros encuentros en 1950, en un torneo de las Islas Sotavento jugado en San Cristóbal y Nieves, ante Montserrat, el 1° de febrero, y la selección local, dos días después. Participó por primera vez en una eliminatoria mundialista, con motivo de las clasificatorias al Mundial de 1974, emparejada en el grupo 6 de la primera ronda, junto a las selecciones de Trinidad y Tobago y Guayana Neerlandesa. Finalizó en el último lugar del grupo, con cuatro derrotas en igual número de encuentros, entre las cuales se destaca el 11:1 que Trinidad y Tobago le propinó en Puerto España, el 10 de noviembre de 1972, siendo esta la peor derrota de su historia. No regresaría a la competición preliminar de la Copa del Mundo hasta 1985. Entretanto disputó algunos campeonatos regionales, como los Campeonatos de la CFU de 1978 y 1983, finalizando en 4° lugar en ambos torneos. En los Juegos Centroamericanos y del Caribe de 1986, alcanzó los cuartos de final, siendo eliminada por Honduras que la derrotó 1:0 en la prórroga.
En las eliminatorias al Mundial de 1986, los Benna Boys sucumbieron ante Haití que se impuso con un resultado global de 5:2. Cuatro años más tarde, en la competición preliminar rumbo al Mundial de 1990, fue Antillas Neerlandesas que eliminó a los antiguanos con un resultado acumulado de 4:1. La década del '80 terminó con el 2° lugar obtenido en el Campeonato de la CFU de 1988, torneo donde Antigua y Barbuda salió invicta, con tres empates en igual número de cotejos.

### De 1990 a 2010

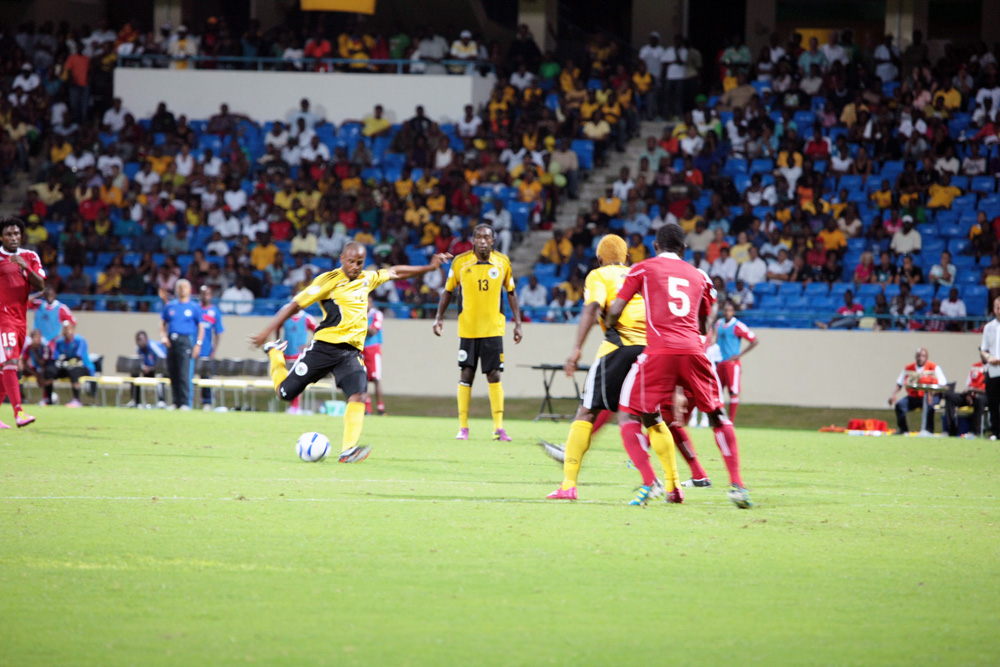
El gol del triunfo ante el 11 de noviembre del 2011 para clasificar a la tercera ronda de la eliminatoria de la Concacaf rumbo a Brasil 2014.

Antigua y Barbuda consiguió avanzar a la fase final de la Copa del Caribe - competición regional que sustituyó al extinto Campeonato de la CFU a partir de 1989 - por primera vez en 1992, aunque finalizó en el último lugar del certamen. Regresaría en 1995, siendo nuevamente eliminada en la primera ronda, y organizaría el torneo de 1997, aunque sin mayor fortuna. Tuvo que esperar la edición de 1998 para alcanzar las semifinales, apeada por Jamaica, a la postre campeón, y siendo derrotada 3:2 por Haití, en el partido de definición por el 3° lugar. Sin embargo, tras ese exitoso desempeño, Antigua y Barbuda tardó diez años en regresar a la fase de grupos de la Copa del Caribe, retornando recién en el certamen de 2008 (eliminada en primera vuelta).
En las clasificatorias rumbo al Mundial de 1994, los Benna Boys eliminaron en un primer tiempo a Antillas Neerlandesas (resultado global de 4:1), antes de caer frente a Bermudas que les derrotó tanto en St. John's (0:3) como en Hamilton (2:1). En el torneo de clasificación al Mundial de 1998, fue Dominica que se encargó de eliminar a los antiguanos, con un resultado acumulado de 6:4.
Con ocasión del torneo de clasificación al Mundial de 2002, Antigua y Barbuda superó a Bermudas, merced a la regla del gol de visitante (0:0 en St. John's y 1:1 en Hamilton), pero cayó sin atenuantes ante Guatemala que la eliminó al derrotarla con un resultado global de 9:1. Cuatro años después, en las eliminatorias rumbo al Mundial de 2006, los antiguanos desperdiciaron una ventaja de dos goles sobre Antillas Neerlandesas que se repuso al vencerlos por 3:0 en Willemstad, dejando en el camino a los Benna Boys. La situación no mejoraría en las clasificatorias rumbo al Mundial de 2010, siendo Cuba la que se encargaría de apear a Antigua y Barbuda (resultado global de 8:3) en la segunda ronda preliminar.

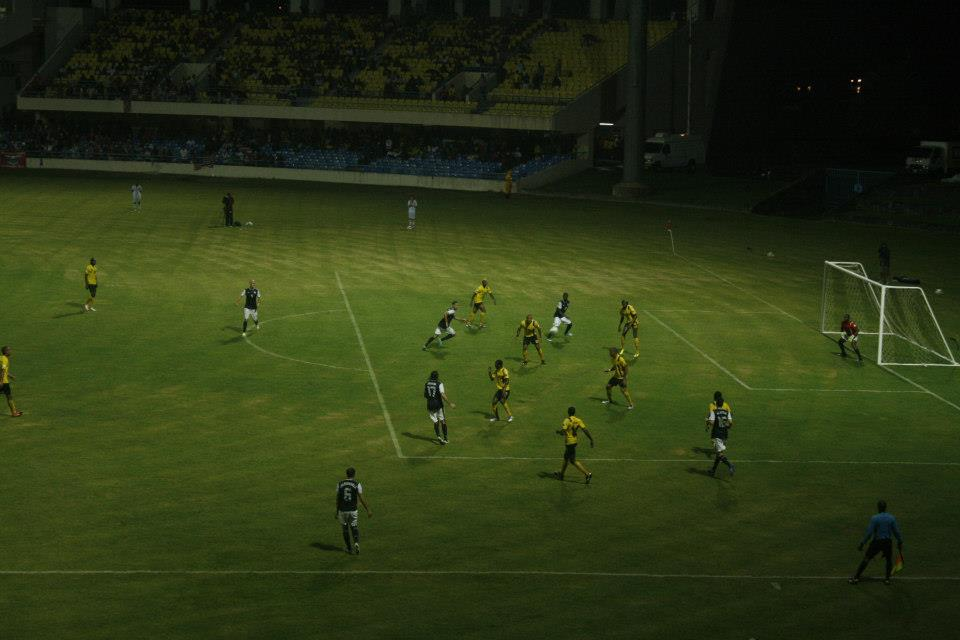
Antigua y Barbuda en la histórica eliminatoria rumbo a Brasil 2014 ante el 12 de octubre de 2012 en el Sir Vivian Richards Stadium.

### A partir de 2010
Antigua y Barbuda tuvo su mejor desempeño en eliminatorias con motivo de la competición preliminar rumbo al Mundial de 2014, al clasificar sorpresivamente a la tercera ronda, después de liderar con 15 puntos el grupo F de la ronda anterior, dos puntos por delante de la favorita Haití. Durante esta fase protagonizó su mayor victoria, el 11 de octubre de 2011, derrotando a Islas Vírgenes Estadounidenses por 10:0. En la tercera fase eliminatoria tuvo como contrincantes a Guatemala, Jamaica y Estados Unidos y, como era de esperarse, quedó última del grupo aunque complicó a todos sus adversarios en St. John's consiguiendo un empate sin goles ante Jamaica y sucumbiendo al último minuto, con gol agónico de Eddie Johnson, ante Estados Unidos (1:2).
Por otro lado, tras participar en la fase final de la Copa del Caribe de 2010, Antigua y Barbuda acogió la edición de 2012, compartiendo grupo con Haití, Trinidad y Tobago y República Dominicana. No pudo superar la primera fase, sucumbiendo ante haitianos (0:1) y dominicanos (1:2) aunque salvó el honor derrotando 2:0 a Trinidad y Tobago. En septiembre de 2014 alcanzó su mejor clasificación en el ranking FIFA al posicionarse en el 80° lugar mundial - el 8° de la Concacaf - como consecuencia de su buen arranque en la primera ronda previa a la Copa del Caribe de 2014.
El 15 de marzo jugó el primer partido de 2015, derrotando 1-0 a Dominica, con gol de Akeem Thomas. 
Después de vencer a Dominica, volvió a ganar, esta vez frente a las Islas Vírgenes Británicas, por 1-0, con gol de Mervyn Hazlewood.

### Eliminatorias Rusia 2018
El 10 de junio empezó jugando contra Santa Lucía perdiendo por 3-1 el primer juego y ganando 4-1 el de vuelta así lograron clasificarse a la tercera ronda de Concacaf con su nuevo director técnico Piotr Nowak
En la tercera ronda ganó en casa 1-0 a Guatemala, pero desafortunadamente perdieron 2-0 en Guatemala y quedaron eliminados.

## Últimos y próximos encuentros
Actualizado al último partido jugado el 10 de junio de 2025
| Fecha      | Ciudad             | Local             | Resultado | Visitante         | Competición                     |
| ---------- | ------------------ | ----------------- | --------- | ----------------- | ------------------------------- |
| 17-10-2023 | Piggotts           | Antigua y Barbuda | 2:2       | Bahamas           | Liga Naciones Concacaf 23/24    |
| 18-11-2023 | Piggotts           | Antigua y Barbuda | 2:3       | Puerto Rico       | Liga Naciones Concacaf 23/24    |
| 21-11-2023 | Santo Domingo      | Guyana            | 6:0       | Antigua y Barbuda | Liga Naciones Concacaf 23/24    |
| 05-06-2024 | Piggotts           | Antigua y Barbuda | 1:1       | Bermudas          | Clasificación Copa Mundial 2026 |
| 08-06-2024 | George Town        | Islas Caimán      | 1:0       | Antigua y Barbuda | Clasificación Copa Mundial 2026 |
| 07-09-2024 | Piggotts           | Antigua y Barbuda | 1:2       | Dominica          | Liga Naciones Concacaf 24/25    |
| 10-09-2024 | Piggotts           | Antigua y Barbuda | 0:1       | Bermudas          | Liga Naciones Concacaf 24/25    |
| 12-10-2024 | Hamilton           | Antigua y Barbuda | 0:5       | Rep. Dominicana   | Liga Naciones Concacaf 24/25    |
| 15-10-2024 | Hamilton           | Rep. Dominicana   | 5:0       | Antigua y Barbuda | Liga Naciones Concacaf 24/25    |
| 16-11-2024 | Santiago Caballero | Bermudas          | 2:1       | Antigua y Barbuda | Liga Naciones Concacaf 24/25    |
| 19-11-2024 | Santiago Caballero | Dominica          | 0:0       | Antigua y Barbuda | Liga Naciones Concacaf 24/25    |
| 06-06-2025 | Saint John         | Antigua y Barbuda | 0:1       | Cuba              | Clasificación Copa Mundial 2026 |
| 10-06-2025 | Tegucigalpa        | Honduras          | 2:0       | Antigua y Barbuda | Clasificación Copa Mundial 2026 |

## Jugadores

### Última convocatoria
Lista de 22 jugadores para disputar la 5ª y 6ª jornada de la Liga de Naciones de la Concacaf 2024-25 ante  Bermuda y  Dominica el 16 y 19 de noviembre de 2024 respectivamente.
Datos actualizados después del partido ante  Dominica el 19 de noviembre de 2024.
| N.º                          | Nombre              | Posición      | Edad    | PJ | Goles | Club                        |
| ---------------------------- | ------------------- | ------------- | ------- | -- | ----- | --------------------------- |
| 18                           | Zaieem Scott        | Portero       | 21 años | 9  | 0     | Grenades FC                 |
| 21                           | Taj Moore           | Portero       | 20 años | 1  | 0     | Brock Badgers               |
| 1                            | Jayden Martin       | Portero       | 22 años | 1  | 0     | All Saints United F.C.      |
| 3                            | Vashami Allen       | Defensa       | 28 años | 14 | 0     | All Saints United F.C.      |
| 20                           | Antonio Morgan      | Defensa       | 19 años | 6  | 0     | Bromley F.C. B              |
| 14                           | Roneba Cordice      | Defensa       | 19 años | 4  | 0     | All Saints United F.C.      |
| 5                            | Zaire Scott         | Defensa       | 22 años | 1  | 0     | Grenades FC                 |
| 11                           | Quinton Griffith    | Mediocampista | 33 años | 68 | 8     | Grenades FC                 |
| 19                           | D'Andre Bishop      | Mediocampista | 22 años | 27 | 3     | All Saints United F.C.      |
| 8                            | Kendukar Challenger | Mediocampista | 27 años | 22 | 0     | All Saints United F.C.      |
| 7                            | Raheem Deterville   | Mediocampista | 25 años | 21 | 1     | Old Road FC                 |
| 10                           | TJ Bramble          | Mediocampista | 24 años | 18 | 2     | Welling United F.C.         |
| 2                            | Zafique Drew        | Mediocampista | 21 años | 11 | 0     | All Saints United F.C.      |
| 6                            | Tyrik Hughes        | Mediocampista | 20 años | 7  | 0     | Villa Lions FC              |
| 12                           | Daryl Massicot      | Mediocampista | 20 años | 6  | 1     | Grenades FC                 |
| 15                           | Jahzinho O'Garro    | Mediocampista | 22 años | 3  | 0     | Oakland County FC           |
| 13                           | Zahiem Green        | Mediocampista | 21 años | 1  | 0     | Hoppers FC                  |
| 22                           | Javorn Stevens      | Delantero     | 27 años | 31 | 3     | Hoppers FC                  |
| 9                            | Dion Pereira        | Delantero     | 26 años | 9  | 1     | Dagenham & Redbridge F.C.   |
| 17                           | Keon Greene         | Delantero     | 25 años | 5  | 0     | Potters Tigers FC           |
| 4                            | Dannen Francis      | Delantero     | 20 años | 2  | 0     | Fleetwood Town F. C. Sub-21 |
| 16                           | Eroy Gonsalves      | Delantero     | 18 años | 2  | 0     | Villa Lions FC              |
| Bandera de Antigua y Barbuda | Mikele Leigertwood  | Entrenador    | 42 años |    |       |                             |

## Entrenadores
- Rudi Gutendorf (1976)
- Carl Levington (1984)
- Philip Fitzroy (1988)
- William Lewis (1992)
- Shelley Clarke (1992)
- William Lewis (1996)
- Zoran Vraneš (1998-2000)
- Ivor Luke (2000-01)
- Rolston Williams (2004)
- Vernon Edwards (2004-05)
- Derrick Edwards (2005-08)
- Rowan Benjamin (2008-11)
- Tom Curtis (2011-12)
- Rolston Williams (2012-2018)
- Derrick Edwards (2018-2019)
- Michel Mazingu-Dinzey (2019-2020)
- Tom Curtis y  * Mikele Leigertwood (2021-2025)
- Jacques Passy (2025-)

## Uniforme
- Uniforme titular: Camiseta, pantaloneta y medias amarillos.
- Uniforme alternativo: Camiseta, pantaloneta y medias negros.

### Uniformes Titulares
| 2000 | 2006 | 2010 | 2011 | 2012 | 2016 | 2018 |

### Uniformes Alternativos
| 2010 | 2011 | 2012 | 2016 | 2018 |

### Indumentaria
| Proveedor | Periodo       |
| --------- | ------------- |
| Admiral   | 1995–2000     |
| Virma     | 2000–2003     |
| Adidas    | 2006–2011     |
| Peak      | 2012–2016     |
| Admiral   | 2016–2021     |
| Joma      | 2021–Presente |

## Estadísticas

### Copa Mundial de Fútbol
| Copa Mundial de Fútbol | Copa Mundial de Fútbol  | Copa Mundial de Fútbol  | Copa Mundial de Fútbol  | Copa Mundial de Fútbol  | Copa Mundial de Fútbol  | Copa Mundial de Fútbol  | Copa Mundial de Fútbol  |
| Año                    | Ronda                   | J                       | G                       | E                       | P                       | GF                      | GC                      |
| ---------------------- | ----------------------- | ----------------------- | ----------------------- | ----------------------- | ----------------------- | ----------------------- | ----------------------- |
| 1930 - 1970            | No existía la selección | No existía la selección | No existía la selección | No existía la selección | No existía la selección | No existía la selección | No existía la selección |
| 1974                   | No clasificó            | No clasificó            | No clasificó            | No clasificó            | No clasificó            | No clasificó            | No clasificó            |
| 1978                   | No participó            | No participó            | No participó            | No participó            | No participó            | No participó            | No participó            |
| 1982                   | No participó            | No participó            | No participó            | No participó            | No participó            | No participó            | No participó            |
| 1986                   | No clasificó            | No clasificó            | No clasificó            | No clasificó            | No clasificó            | No clasificó            | No clasificó            |
| 1990                   | No clasificó            | No clasificó            | No clasificó            | No clasificó            | No clasificó            | No clasificó            | No clasificó            |
| 1994                   | No clasificó            | No clasificó            | No clasificó            | No clasificó            | No clasificó            | No clasificó            | No clasificó            |
| 1998                   | No clasificó            | No clasificó            | No clasificó            | No clasificó            | No clasificó            | No clasificó            | No clasificó            |
| 2002                   | No clasificó            | No clasificó            | No clasificó            | No clasificó            | No clasificó            | No clasificó            | No clasificó            |
| 2006                   | No clasificó            | No clasificó            | No clasificó            | No clasificó            | No clasificó            | No clasificó            | No clasificó            |
| 2010                   | No clasificó            | No clasificó            | No clasificó            | No clasificó            | No clasificó            | No clasificó            | No clasificó            |
| 2014                   | No clasificó            | No clasificó            | No clasificó            | No clasificó            | No clasificó            | No clasificó            | No clasificó            |
| 2018                   | No clasificó            | No clasificó            | No clasificó            | No clasificó            | No clasificó            | No clasificó            | No clasificó            |
| 2022                   | No clasificó            | No clasificó            | No clasificó            | No clasificó            | No clasificó            | No clasificó            | No clasificó            |
| 2026                   | No clasificó            | No clasificó            | No clasificó            | No clasificó            | No clasificó            | No clasificó            | No clasificó            |
| 2030                   | Por disputarse          | Por disputarse          | Por disputarse          | Por disputarse          | Por disputarse          | Por disputarse          | Por disputarse          |
| 2034                   | Por disputarse          | Por disputarse          | Por disputarse          | Por disputarse          | Por disputarse          | Por disputarse          | Por disputarse          |
| Total                  | 0/23                    | -                       | -                       | -                       | -                       | -                       | -                       |

### Copa Oro de la Concacaf
| Copa Oro de la Concacaf | Copa Oro de la Concacaf | Copa Oro de la Concacaf | Copa Oro de la Concacaf | Copa Oro de la Concacaf | Copa Oro de la Concacaf | Copa Oro de la Concacaf | Copa Oro de la Concacaf |
| Año                     | Ronda                   | J                       | G                       | E                       | P                       | GF                      | GC                      |
| ----------------------- | ----------------------- | ----------------------- | ----------------------- | ----------------------- | ----------------------- | ----------------------- | ----------------------- |
| 1963 - 1971             | No existía la selección | No existía la selección | No existía la selección | No existía la selección | No existía la selección | No existía la selección | No existía la selección |
| 1973                    | No participó            | No participó            | No participó            | No participó            | No participó            | No participó            | No participó            |
| 1977                    | No participó            | No participó            | No participó            | No participó            | No participó            | No participó            | No participó            |
| 1981                    | No participó            | No participó            | No participó            | No participó            | No participó            | No participó            | No participó            |
| 1985                    | No participó            | No participó            | No participó            | No participó            | No participó            | No participó            | No participó            |
| 1989                    | No participó            | No participó            | No participó            | No participó            | No participó            | No participó            | No participó            |
| 1991                    | No clasificó            | No clasificó            | No clasificó            | No clasificó            | No clasificó            | No clasificó            | No clasificó            |
| 1993                    | No clasificó            | No clasificó            | No clasificó            | No clasificó            | No clasificó            | No clasificó            | No clasificó            |
| 1996                    | No clasificó            | No clasificó            | No clasificó            | No clasificó            | No clasificó            | No clasificó            | No clasificó            |
| 1998                    | No clasificó            | No clasificó            | No clasificó            | No clasificó            | No clasificó            | No clasificó            | No clasificó            |
| 2000                    | No clasificó            | No clasificó            | No clasificó            | No clasificó            | No clasificó            | No clasificó            | No clasificó            |
| 2002                    | No clasificó            | No clasificó            | No clasificó            | No clasificó            | No clasificó            | No clasificó            | No clasificó            |
| 2003                    | No clasificó            | No clasificó            | No clasificó            | No clasificó            | No clasificó            | No clasificó            | No clasificó            |
| 2005                    | No clasificó            | No clasificó            | No clasificó            | No clasificó            | No clasificó            | No clasificó            | No clasificó            |
| 2007                    | No clasificó            | No clasificó            | No clasificó            | No clasificó            | No clasificó            | No clasificó            | No clasificó            |
| 2009                    | No clasificó            | No clasificó            | No clasificó            | No clasificó            | No clasificó            | No clasificó            | No clasificó            |
| 2011                    | No clasificó            | No clasificó            | No clasificó            | No clasificó            | No clasificó            | No clasificó            | No clasificó            |
| 2013                    | No clasificó            | No clasificó            | No clasificó            | No clasificó            | No clasificó            | No clasificó            | No clasificó            |
| 2015                    | No clasificó            | No clasificó            | No clasificó            | No clasificó            | No clasificó            | No clasificó            | No clasificó            |
| 2017                    | No clasificó            | No clasificó            | No clasificó            | No clasificó            | No clasificó            | No clasificó            | No clasificó            |
| 2019                    | No clasificó            | No clasificó            | No clasificó            | No clasificó            | No clasificó            | No clasificó            | No clasificó            |
| 2021                    | No clasificó            | No clasificó            | No clasificó            | No clasificó            | No clasificó            | No clasificó            | No clasificó            |
| 2023                    | No clasificó            | No clasificó            | No clasificó            | No clasificó            | No clasificó            | No clasificó            | No clasificó            |
| 2025                    | No clasificó            | No clasificó            | No clasificó            | No clasificó            | No clasificó            | No clasificó            | No clasificó            |
| Total                   | 0/28                    | -                       | -                       | -                       | -                       | -                       | -                       |

### Liga de Naciones de la Concacaf
| Liga de Naciones de la Concacaf | Liga de Naciones de la Concacaf | Liga de Naciones de la Concacaf | Liga de Naciones de la Concacaf | Liga de Naciones de la Concacaf | Liga de Naciones de la Concacaf | Liga de Naciones de la Concacaf | Liga de Naciones de la Concacaf | Liga de Naciones de la Concacaf | Liga de Naciones de la Concacaf |
| Año                             | L                               | G                               | Ronda                           | J                               | G                               | E                               | P                               | GF                              | GC                              |
| ------------------------------- | ------------------------------- | ------------------------------- | ------------------------------- | ------------------------------- | ------------------------------- | ------------------------------- | ------------------------------- | ------------------------------- | ------------------------------- |
| 2019-20                         | B                               | C                               | Tercer lugar                    | 6                               | 3                               | 0                               | 3                               | 8                               | 17                              |
| 2022-23                         | B                               | A                               | Tercer lugar                    | 6                               | 3                               | 0                               | 3                               | 5                               | 7                               |
| 2023-24                         | B                               | D                               | Tercer lugar                    | 6                               | 1                               | 1                               | 4                               | 9                               | 22                              |
| 2024-25                         | B                               | D                               | Cuarto lugar                    | 6                               | 0                               | 1                               | 5                               | 2                               | 15                              |
| Total                           | Total                           | Total                           | 4/4                             | 24                              | 7                               | 2                               | 15                              | 24                              | 61                              |

## Torneos regionales de la CFU

### Copa de Naciones de la CFU
| Copa de Naciones de la CFU | Copa de Naciones de la CFU | Copa de Naciones de la CFU | Copa de Naciones de la CFU | Copa de Naciones de la CFU | Copa de Naciones de la CFU | Copa de Naciones de la CFU | Copa de Naciones de la CFU |
| Año                        | Ronda                      | J                          | G                          | E                          | P                          | GF                         | GC                         |
| -------------------------- | -------------------------- | -------------------------- | -------------------------- | -------------------------- | -------------------------- | -------------------------- | -------------------------- |
| 1978                       | Cuarto lugar               | 5                          | 1                          | 1                          | 3                          | 4                          | 8                          |
| 1979                       | No clasificó               | No clasificó               | No clasificó               | No clasificó               | No clasificó               | No clasificó               | No clasificó               |
| 1981                       | No participó               | No participó               | No participó               | No participó               | No participó               | No participó               | No participó               |
| 1983                       | Cuarto lugar               | 7                          | 2                          | 2                          | 3                          | 11                         | 10                         |
| 1985                       | No clasificó               | No clasificó               | No clasificó               | No clasificó               | No clasificó               | No clasificó               | No clasificó               |
| 1988                       | Subcampeón                 | 5                          | 1                          | 4                          | 0                          | 5                          | 4                          |
| Total                      | 3/6                        | 17                         | 4                          | 7                          | 6                          | 20                         | 22                         |

### Copa del Caribe
| Copa del Caribe | Copa del Caribe | Copa del Caribe | Copa del Caribe | Copa del Caribe | Copa del Caribe | Copa del Caribe | Copa del Caribe |
| Año             | Ronda           | J               | G               | E               | P               | GF              | GC              |
| --------------- | --------------- | --------------- | --------------- | --------------- | --------------- | --------------- | --------------- |
| 1989            | No clasificó    | No clasificó    | No clasificó    | No clasificó    | No clasificó    | No clasificó    | No clasificó    |
| 1990            | No clasificó    | No clasificó    | No clasificó    | No clasificó    | No clasificó    | No clasificó    | No clasificó    |
| 1991            | No clasificó    | No clasificó    | No clasificó    | No clasificó    | No clasificó    | No clasificó    | No clasificó    |
| 1992            | Fase de grupos  | 3               | 0               | 1               | 2               | 2               | 12              |
| 1993            | No clasificó    | No clasificó    | No clasificó    | No clasificó    | No clasificó    | No clasificó    | No clasificó    |
| 1994            | No clasificó    | No clasificó    | No clasificó    | No clasificó    | No clasificó    | No clasificó    | No clasificó    |
| 1995            | Fase de grupos  | 3               | 1               | 0               | 2               | 3               | 8               |
| 1996            | Se retiró       | Se retiró       | Se retiró       | Se retiró       | Se retiró       | Se retiró       | Se retiró       |
| 1997            | Fase de grupos  | 2               | 0               | 0               | 2               | 1               | 5               |
| 1998            | Cuarto lugar    | 5               | 2               | 0               | 3               | 11              | 9               |
| 1999            | No clasificó    | No clasificó    | No clasificó    | No clasificó    | No clasificó    | No clasificó    | No clasificó    |
| 2001            | No clasificó    | No clasificó    | No clasificó    | No clasificó    | No clasificó    | No clasificó    | No clasificó    |
| 2005            | No clasificó    | No clasificó    | No clasificó    | No clasificó    | No clasificó    | No clasificó    | No clasificó    |
| 2007            | No clasificó    | No clasificó    | No clasificó    | No clasificó    | No clasificó    | No clasificó    | No clasificó    |
| 2008            | Fase de grupos  | 3               | 0               | 2               | 1               | 3               | 6               |
| 2010            | Fase de grupos  | 3               | 1               | 0               | 2               | 2               | 4               |
| 2012            | Fase de grupos  | 3               | 1               | 0               | 2               | 3               | 3               |
| 2014            | Fase de grupos  | 3               | 0               | 1               | 2               | 2               | 7               |
| 2016            | No clasificó    | No clasificó    | No clasificó    | No clasificó    | No clasificó    | No clasificó    | No clasificó    |
| Total           | 8/19            | 25              | 5               | 4               | 16              | 27              | 54              |